# Кетиладзе, Константин Еремеевич
Константи́н Ереме́евич Кетила́дзе (1919 — 1996) — советский хозяйственный, государственный и политический деятель, генерал-лейтенант.

## Биография
Родился в 1919 году в с. Зеда-Чкепи (Имеретия) в крестьянской семье. Начальное и среднее образование (10 классов) получил в школе села Орпири. В 1936 году поступил на филологический факультет Кутаисского педагогического института им. А. Цулукидзе (ныне — Кутаисский государственный университет имени Акакия Церетели), где специализировался на французском языке. Окончил институт с отличием в июне 1941 года.
Участник Великой Отечественной войны, призван в РККА 3 июля 1941 года. После обучения в школе связистов (июль–октябрь, Муром) направлен красноармейцем в 28-ю стрелковую бригаду, участвовал в обороне Москвы. Получил звание младшего лейтенанта 16 марта 1942 года. С 1942 года служил в 475-м стрелковом полку 53-й стрелковой дивизии на Западном и Юго-Западном фронтах. Участвовал в боях под Харьковом, Курской битве (где был ранен 18 июля 1943 г.), освобождении Днепропетровска, Кривого Рога, Молдавии, Румынии, Болгарии, Венгрии и Австрии. Войну завершил в Граце.  Вступил в ВКП(б).
После демобилизации в 1947 году вернулся в Грузию. Работал диктором на радио в Ткибули, затем, с декабря, директором русской школы (1947–1952).
В апреле 1952 года начал службу в МГБ-КГБ Грузинской ССР: оперуполномоченный, заместитель начальника отделения УМГБ в Кутаиси, старший оперуполномоченный КГБ при Совете Министров Грузинской ССР, начальник отдела КГБ (до 1960).
Заместитель председателя КГБ Аджарской АССР (1960–1962), министр внутренних дел/охраны общественного порядка Аджарской АССР (1962–1965), начальник УООП — УВД Тбилисского горисполкома (1965–1970), заместитель министра МВД Грузинской ССР (1970–1972), министр внутренних дел Грузинской ССР (1972–1979, сменил Эдуарда Шеварднадзе).
Руководил разработкой дела «трикотажной мафии» (1973): руководил операцией по разгрому преступной сети, действовавшей в Грузии и Азербайджане (группа из 200 человек занималась нелегальным производством и сбытом трикотажа через поддельные накладные; в результате арестованы 55 человек, четверо получили высшую меру наказания).
С мая 1979 года перешёл в Управление делами Совета Министров Грузинской ССР, где возглавлял 1-й (до сентября 1981) и 2-й (до 1986 года) отделы.
Избирался депутатом Верховного Совета Грузинской ССР 8-9-го созывов.
Скончался 20 сентября 1996 года в Тбилиси, похоронен в родном регионе

## Звания и награды
- Комиссар милиции 3-го ранга (6.11.1970);
- Генерал-майор милиции (23.10.1973)
- Генерал-лейтенант внутренней службы (25.04.1975).
- Награждён 17 орденами и медалями, включая орден «Знак Почёта».